# Малый зелёный голубь
Малый зелёный голубь (лат. Treron olax) — вид птиц семейства голубиных (Columbidae). Распространён в Юго-Восточной Азии. Подвиды не известны. Лондонский зоопарк стал первым европейским зоопарком, в котором был представлен этот вид в 1970 году. Об образе жизни этого вида известно сравнительно немного.

## Описание
Длина тела до 22 см, что делает его меньше дикой смеющейся горлицы. Однако, как и свойственно зелёным голубям, он несколько компактнее сложен и имеет более короткий хвост. Половой диморфизм выражен очень ярко, так что самцов и самок можно отличить друг от друга даже при наблюдении в полевых условиях.
У самцов малого зелёного голубя голова бледно-серая. Верхняя часть головы, шея и затылок тёмно-серые. Передняя часть груди тёмно-оранжевая, а на брюхе становится желтовато-зеленой. Клюв светлого цвета. Радужная оболочка глаза кремового цвета внутри и светло-коричневого снаружи. Окологлазное кольцо светло-голубое. Самки отличаются от самцов тёмно-оливково-зелёной верхней частью и желто-зелёной нижней частью тела.

## Распространение и поведение
Малый зелёный голубь встречается на Малайском полуострове (Таиланд, Малайзия) вплоть до Суматры, включая острова Риау и острова Банка и Белитунг. Ареал простирается до Калимантана и острова Ява, где это обычный голубь, который также нашел себе место обитания в населенных пунктах и может встречаться в больших парках и садах. Tстественная среда обитания - субтропические или тропические влажные низменные леса.